# Діагностичний набір після зґвалтування

Медик вчиться працювати з rape kit, Кабул, Афганістан, 2010

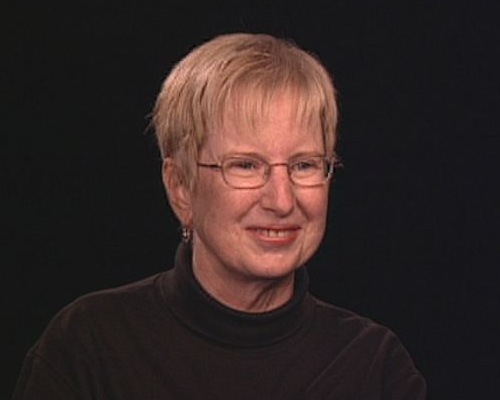
, американська активістка, що концептуалізувала діагностичний набір для згвалтування

Діагностичний набір щодо зґвалтування (англ. rape kit) — набір, який використовується медичним персоналом для збору та зберігання речових доказів після заяви про сексуальне насильство. Докази, зібрані у постраждалої(-го), можуть допомогти у розслідуванні кримінальної справи про згвалтування та судове переслідування підозрюваного у нападі. Зразки ДНК можуть мати велике значення як для розслідувань і судового переслідування сексуальних зазіхань, так і виправдання помилково звинувачених.

## Історія
Набір розроблений в Чикаго в середині 1970-х для уніфікації збору доказів після сексуальних злочинів. Хоча розробником першого комплекту часто називають чиказького поліцейського-біохіміка Луї Р. Вітулло, задум набору запропоновала Вітулло захисниця прав постраждалих від сексуального насильства Марта «Марті» Годдард — засновниця чиказької організації «Громадяни на допомогу жертвам». Протягом багатьох років стандартизований набір називався набором Вітулло. У просторіччі використовують вираз rape kit. Інші терміни та абревіатури, що використовуються: sexual assault kit (SAK) , sexual assault forensic evidence kit (SAFE), sexual assault evidence collection kit (SAEK), sexual offense evidence collection kit (SOEC)  і physical evidence recovery kit (PERK).

## Вміст
Діагностичний набір складається з невеликих коробок, мікроскопних предметних скелець та пластикових пакетів для збору та зберігання доказів, таких волокна одягу, волосся, кров, сперма та рідини тіла. Набір відрізняється залежно від місцевости, але зазвичай містить:
- Інструкції
- Пакети для збору доказів
- Тампони для збору рідин з губ, щік, стегон, вагіни, ануса та сідниць
- Стерильні контейнери для забору сечі
- Стерильні контейнери для зразків
- Апарати для забору крові
- Гребінець для збору волосся та волокон з тіла постраждалої
- Чисті предметні скельця
- Самозаклеювані конверти для зберігання одягу постраждалої, волосся на голові, лобкового волосся та зразків крові
- Інструмент для забору матеріалу з-під нігтів
- Білі простирадла для виявлення речових доказів, вилучених з тіла
- Форми документації
- Ярлики
- Стерильна вода та фізрозчин[7][8][9]

## Застосування у зонах конфліктів
Надання наборів людям, що пережили сексуальне насильство у зонах збройних конфліктів є політикою ООН.

### Боснія
Під час збройного конфлікту в Боснії, як і інших подібних місцях, до комплектів включалися засоби екстреної контрацепції та запобігання хворобам, що передаються статевим шляхом, таким як гепатит та ВІЛ.

### Україна
У міру зростання кількості повідомлень про зґвалтування на теренах, зайнятих російською армією, до українських лікарень доставляються необхідні медикаменти, включаючи rape kits. За даними на кінець квітня 2022, ООН доставила 40 тонн медикаментів для тестування та лікування потерпілих від зґвалтувань до 19 лікарень 10 регіонів України.